# Barby Nortoft
Barby Nortoft är en by i Northamptonshire i England. Byn är belägen 6 km 
från Rugby. Orten har 10 invånare (2009).